# Wola Tłomakowa
Wola Tłomakowa [pronunciación en polaco: /ˈvɔla twɔmaˈkɔva/] es un pueblo ubicado en el distrito administrativo de Gmina Goszczanów, dentro del condado de Sieradz, Voivodato de Łódź, en el centro de Polonia. Se encuentra a unos 4 kilómetros al oeste de Goszczanów, a 30 kilómetros al noroeste de Sieradz, y a 71 kilómetros al oeste de la capital regional Łódź.